# 圖爾泰
圖爾泰，中國滿洲正黃旗人，中國清朝政府官員，他於1734年接替覺羅柏脩出任巡視台灣監察御史，該官職滿漢人各一，而滿人的他與林天木為同任御史。